# بينك بانتر
النمر الوردي أو بينك بانتر (بالإنجليزية: The Pink Panther)، مسلسل رسوم متحركة للاطفال أمريكي والمسلسل عبارة عن حلقات منفصلة للنمر الوردي. عُرِضَ المسلسل لأول مره عام 1993 واستمر حتى 1996. دُبْلِجَ المسلسل إلى العربية بواسطة مركز الزهرة وعرض على قناة سبيس تون وعرض على شبكة المجد الفضائية في عام 2011 باسم «النمر الوردي».
تدور أحداث المسلسل حول شخصية النمر الوردي ورفاقه. يُعدّ المسلسل الوحيد الذي تتحدث فيه شخصية النمر الوردي والرجل الصغير بجمل متعددة، بخلاف مسلسلات الأخرى في السلسلة. فقبل هذا المسلسل، لم يتحدث النمر الوردي إلا لفترة وجيزة في حلقتين كرتونيتين عرضتا في ستينيات القرن العشرين.

## الممثلون

### الجزء الأول
- زياد الرفاعي - بينك بانتر (النمر الوردي)
- أيمن السالك - تشارلي
- عادل أبو حسون - آردفارك
- محمد خرماشو
- آمال سعد الدين
- آمنة عمر
- رأفت بازو
- فدوى سليمان
- محمد حداقي
- أسيمة يوسف
- بسام الحسوني

### الجزء الثاني
- طالب الرفاعي - بينك بانتر (النمر الوردي)
- مروان فرحات - تشارلي
- عادل أبو حسون - آردفارك
- بثينة شيا
- يحيى الكفري
- محمد خير أبو حسون
- كريستين شحود
- رأفت بازو
- رشا بيدس

## الحلقات

### الجزء الأول
1. ألعاب الخفة
2. أفضل مفتش
3. أين أختفت الجدّة
4. إقبض عليه
5. أين الحيل الرّومي
6. البحث عن الديناصور
7. البحث عن بحبوح
8. البحث عن ياقوت
9. البقرات الثلاث
10. التحرّي الخاص
11. الجندي الشجاع
12. الحلاّق الشهير
13. الدّخلاء
14. الرسام الشهير
15. السّمكة العملاقة
16. السيارة الحبيبة
17. الشّاطئ المهجور
18. الشّاهد الوحيد
19. العازف الجوّال
20. العظم الشّافي
21. الفرسان الثلاثة
22. القراصنة
23. الكنغر المخطط
24. المصارع الخطير
25. المعلّم الجديد
26. المفتش الجديد
27. الموناليزا
28. الهروب الكبير
29. الوردة الحمراء
30. بائع المثلجات
31. بينك المهرج
32. بينك والأربعين لماَ
33. جزيرة الكنز
34. حارس الغابة
35. دع برنامجي يتكلم
36. رائد الفضاء
37. رجل الثلج
38. رحلة بحريّة
39. زيكو الصداح
40. سأمسك بالسارق
41. سائق القطار
42. سر الأهرامات
43. سماعة الهاتف
44. سوبر بينك
45. صائد الحشرات
46. صائد الذئاب
47. صائد الفئران
48. صانع الألعاب
49. صانع المثلجات
50. صديق الأشجار
51. عالَم الحكايات
52. فتى الأدغال
53. فريقي المفضّل
54. فطائر الجدة
55. كوني مهذبّة يا تيلما
56. لاعب البيسبول
57. ما هذا الضجيج
58. مدينة الملاهي المائية
59. مهمّة خطيرة
60. هاجي باجي

## روابط خارجية
- بينك بانتر على موقع IMDb (الإنجليزية)
- بينك بانتر على موقع فيلمافينيتي (الإسبانية)
- بينك بانتر على موقع كينوبويسك (الروسية)
- بينك بانتر على موقع قاعدة بيانات الفيلم (الإنجليزية)
- The Pink Panther (MGM) في قاعدة بيانات الرسوم المتحركة الكبيرة
- The New Pink Panther Show (1993) نسخة محفوظة 25 أبريل 2012 على موقع واي باك مشين.